# Diochlistus auripennis
Diochlistus auripennis är en tvåvingeart som först beskrevs av John Obadiah Westwood 1835.  Diochlistus auripennis ingår i släktet Diochlistus och familjen Mydidae. Inga underarter finns listade i Catalogue of Life.